# Tomie (film)
Tomie (富江?) è un film del 1999, diretto da Ataru Oikawa, tratto dall'omonimo manga scritto e disegnato da Junji Itō. È il primo di una serie di nove film.

## Trama
Tsukiko è una ragazza che sogna di fare la fotografa, continuamente preda di amnesie, allucinazioni e continui incubi in cui vede se stessa piena di sangue e una misteriosa ragazza chiamata Tomie. Per capire il perché di questi disturbi, Tsukiko si reca dalla dottoressa Hosono, che pratica su di essa l'ipnositerapia.
Intanto, nell'appartamento vicino a quello in cui Tsukiko abita con il fidanzato Yuuichi arriva un ragazzo con una benda sull'occhio destro, che porta con sé un sacchetto contenente una testa. Dopo aver nutrito il sacchetto, si sviluppa una ragazza, chiamata Tomie.
Il detective Harada inizia a indagare su una ragazza scomparsa anni prima, chiamata Tomie, e interroga la dottoressa Hosono. L'uomo le spiega che Tomie fu uccisa da un ragazzo, all'epoca fidanzato con Tsukiko, ma il cadavere scomparve. Tsukiko inizia ad essere perseguitata da Tomie, che fa innamorare di se gli uomini, li fa impazzire, quindi si fa uccidere da loro e rinasce continuamente. Tomie inizia a uccidere tutti gli amici di Tsukiko e seduce anche Yuuichi, quindi rapisce Tsukiko. Dopo averle detto che il misterioso incidente di cui non ricorda niente è quello del suo omicidio, Tomie viene accoltellata a morte da Yuuichi, che la decapita e libera Tsukiko.
Tsukiko tenta di seppellire il cadavere di Tomie in campagna, ma ad un tratto il corpo senza testa della ragazza si alza in piedi e Tomie "rinasce" un'altra volta. Tsukiko fugge su una banchina e viene raggiunta da Tomie, che la bacia e le dice che loro due sono la stessa persona. Tsukiko brucia viva Tomie, quindi va a fare alcune fotografie. Tornata a casa a svilupparle, si reca davanti a uno specchio e viene raggiunta ancora una volta da Tomie.

## Differenze con il manga
La pellicola si differenzia particolarmente dal manga, per una questione di budget e durata.
Inoltre, il regista Ataru Oikawa ha mescolato diversi capitoli del manga, per ottenere un prodotto totalmente nuovo e più economico per la televisione.
- Il film si basa, quasi interamente, sul capitolo "La Fotografia di Tomie", ma ne allunga la storia (inserendo parti di altri capitoli, anche successivi a quello).
- Nel manga, la testa di Tomie viene tenuta da un ragazzo del comitato disciplinare ossessionato da lei e nel capitolo successivo Yamazaki è alla ricerca sia della testa rigenerata che del corpo; nel film è lui ad avere la testa fin dall'inizio.
- Nel manga, sempre nel capitolo "La Foto", è Tsukiko a bruciare l'occhio di Yamazaki; nel film si auto-infligge tale ustione, in ospedale, tramite un non specificato veleno.
- Nel manga, Tsukiko, dopo aver visto che il corpo decapitato sta riprendendo vita, rimane estremamente turbata e continua a soffrire di terribili incubi; nel film, perde direttamente la memoria.
- Nel manga, Tomie, dopo essere stata uccisa dai suoi compagni di classe (nel primo capitolo), torna in vita, dopo un giorno, per vendicarsi; nel film, torna in vita dopo ben quattro anni.
- Nel manga, la foto con su scritto "Demon Girl" in realtà mostra Tomie con il volto di Yuki (ragazza a cui ha rubato il corpo) che cerca di uscire dalla sua testa, nel film raffigura semplicemente Tomie con la scritta rossa accanto.
- Nel manga, Tomie non necessita di nutrirsi né di essere accudita, per poter rigenerare il proprio corpo mutilato. Inoltre, non rimane, per lunghi periodi di tempo, di dimensioni estremamente ridotte.
- Nel manga, Yamazaki, ossessionato ancora da Tomie, si appropria del tappeto dove è stata uccisa così da permettere la nascita di altre piccole lei che lo uccidono all'istante, nel film viene interrogato dalla polizia e sparisce nel nulla.
- Nel manga, a scoprire di avere un neo sotto l'occhio (proprio come Tomie), è Yuki e non Tsukiko. Questo accade perché il sangue di Tomie, dopo la donazione del rene, ha iniziato a circolare dentro di lei, quindi anche dopo la rimozione del feticcio continua a mutare il suo ospite. Questa storia viene affrontata nel terzo film della saga: Tomie: Replay.